# Municipio de Douglas (condado de Shelby)
El municipio de Douglas (en inglés: Douglas Township) es un municipio ubicado en el condado de Shelby en el estado estadounidense de Iowa. En el año 2010 tenía una población de 272 habitantes y una densidad poblacional de 2,86 personas por km².

## Geografía
El municipio de Douglas se encuentra ubicado en las coordenadas 41°43′59″N 95°16′2″O / 41.73306, -95.26722. Según la Oficina del Censo de los Estados Unidos, el municipio tiene una superficie total de 95.17 km², de la cual 95,17 km² corresponden a tierra firme y (0 %) 0 km² es agua.

## Demografía
Según el censo de 2010, había 272 personas residiendo en el municipio de Douglas. La densidad de población era de 2,86 hab./km². De los 272 habitantes, el municipio de Douglas estaba compuesto por el 98,9 % blancos, el 0,37 % eran amerindios, el 0,37 % eran isleños del Pacífico, el 0,37 % eran de otras razas. Del total de la población el 4,78 % eran hispanos o latinos de cualquier raza.